# トム・アトキンス
トム・アトキンス（Tom Atkins、1935年11月13日 - ）は、アメリカ合衆国の俳優。ピッツバーグ出身。デュケイン大学卒業後、ブロードウェイとオフ・ブロードウェイで舞台に立ち、ロサンゼルスに移る。主にSF映画・ホラー映画への出演が多い。

## 概要
父は鉄鋼工場労働者。

## 主な出演作品

### 映画
- 刑事 The Detective (1968)
- パパはどこ? Where's Poppa? (1970)
- フクロウと子猫ちゃん The Owl and the Pussycat (1970) クレジットなし
- スペシャル・デリバリー Special Delivery (1976)
- 毒蜘蛛タランチュラ・死霊の群れ Tarantulas: The Deadly Cargo (1977) テレビ映画
- 僕は殺していない A Death in Canaan (1978) テレビ映画
- ザ・フォッグ The Fog (1980)
- トゥインクル・トゥインクル・キラー・カーン The Ninth Configuration (1980)
- ニューヨーク1997 Escape from New York (1981)
- クリープショー Creepshow (1982) クレジットなし
- ハロウィンIII Halloween III: Season of the Witch (1982)
- 私立探偵マイク・ハマー1/殺しの陰謀 Murder Me, Murder You (1983) テレビ映画
- 放課後 The New Kids (1985)
- ブラインド・ポリス Blind Justice (1986) テレビ映画
- クリープス Night of the Creeps (1986)
- リーサル・ウェポン Lethal Weapon (1987)
- 危険な訪問者 A Stranger Waits (1987) テレビ映画
- レモン色の空 Lemon Sky (1988)
- マニアック・コップ Maniac Cop (1988)
- デッド・マン・アウト Dead Man Out (1989) テレビ映画
- トラップ・ゲーム The Heist (1989) テレビ映画
- マスターズ・オブ・ホラー/悪夢の狂宴 Due occhi diabolici (1990)
- ボブ★ロバーツ Bob Roberts (1992)
- スリー・リバーズ Striking Distance (1993)
- Pain 壊れゆく女 Dying to Be Perfect: The Ellen Hart Pena Story (1996) テレビ映画
- ロックフォードの事件メモ/間違えられた男 The Rockford Files: If It Bleeds... It Leads (1999) テレビ映画
- URAMI 〜怨み〜 Bruiser (2000)
- ブラッディ・バレンタイン3D My Bloody Valentine (2009)
- ドライブ・アングリー3D Drive Angry (2011)
- Encounter (2018)

### テレビドラマ
- 追跡者 Harry O (1974)
- ロックフォードの事件メモ The Rockford Files (1974-1977)
- アウトロー刑事・セルピコ Serpico (1976-1977)
- 事件記者ルー・グラント Lou Grant (1979-1981)
- Dr.刑事クインシー Quincy M.E. (1982)
- ザ・シークレット・ハンター The Equalizer (1986-1987)
- OZ/オズ Oz (2003)